# Lijst van nummer 1-hits in Denemarken in 2004
Deze hits stonden in 2004 op nummer 1 in de Tracklisten Top 40, de bekendste hitlijst in Denemarken.
| Datum        | Artiest                     | Titel                           |
| ------------ | --------------------------- | ------------------------------- |
| 2 januari    | Maria Lucia                 | Taking Back My Heart            |
| 9 januari    | Maria Lucia                 | Taking Back My Heart            |
| 16 januari   | Maria Lucia                 | Taking Back My Heart            |
| 23 januari   | Kevin Lyttle & Spragga Benz | Turn Me On                      |
| 30 januari   | Kevin Lyttle & Spragga Benz | Turn Me On                      |
| 6 februari   | Kevin Lyttle & Spragga Benz | Turn Me On                      |
| 13 februari  | Kevin Lyttle & Spragga Benz | Turn Me On                      |
| 20 februari  | Kevin Lyttle & Spragga Benz | Turn Me On                      |
| 27 februari  | Kevin Lyttle & Spragga Benz | Turn Me On                      |
| 5 maart      | Kevin Lyttle & Spragga Benz | Turn Me On                      |
| 12 maart     | Kevin Lyttle & Spragga Benz | Turn Me On                      |
| 19 maart     | Kevin Lyttle & Spragga Benz | Turn Me On                      |
| 26 maart     | Usher, Ludacris & Lil' Jon  | Yeah!                           |
| 2 april      | Usher, Ludacris & Lil' Jon  | Yeah!                           |
| 9 april      | Usher, Ludacris & Lil' Jon  | Yeah!                           |
| 16 april     | Eamon                       | F**k It (I Don't Want You Back) |
| 23 april     | Eamon                       | F**k It (I Don't Want You Back) |
| 30 april     | Erann                       | When You Hold Me                |
| 7 mei        | Eamon                       | F**k It (I Don't Want You Back) |
| 14 mei       | Erann                       | When You Hold Me                |
| 21 mei       | Erann                       | When You Hold Me                |
| 28 mei       | Erann                       | When You Hold Me                |
| 4 juni       | Erann                       | When You Hold Me                |
| 11 juni      | Drengene fra Angora         | Team Easy On                    |
| 18 juni      | Drengene fra Angora         | Team Easy On                    |
| 25 juni      | Drengene fra Angora         | Team Easy On                    |
| 2 juli       | Drengene fra Angora         | Team Easy On                    |
| 9 juli       | Drengene fra Angora         | Team Easy On                    |
| 16 juli      | Drengene fra Angora         | Team Easy On                    |
| 23 juli      | Drengene fra Angora         | Team Easy On                    |
| 30 juli      | Drengene fra Angora         | Team Easy On                    |
| 6 augustus   | Drengene fra Angora         | Team Easy On                    |
| 13 augustus  | Drengene fra Angora         | Team Easy On                    |
| 20 augustus  | Drengene fra Angora         | Team Easy On                    |
| 27 augustus  | O-Zone                      | Dragostea din tei               |
| 3 september  | The Loft                    | City of Dreams                  |
| 10 september | The Loft                    | City of Dreams                  |
| 17 september | The Loft                    | City of Dreams                  |
| 24 september | The Loft                    | City of Dreams                  |
| 1 oktober    | The Loft                    | City of Dreams                  |
| 8 oktober    | The Loft                    | City of Dreams                  |
| 15 oktober   | The Loft                    | City of Dreams                  |
| 22 oktober   | Robbie Williams             | Radio                           |
| 29 oktober   | Depeche Mode                | Enjoy the Silence 04            |
| 5 november   | Brian McFadden              | Real to Me                      |
| 12 november  | Eminem                      | Just Lose It                    |
| 19 november  | U2                          | Vertigo                         |
| 26 november  | U2                          | Vertigo                         |
| 3 december   | Brian McFadden              | Real to Me                      |
| 10 december  | Band Aid 20                 | Do They Know It's Christmas?    |
| 17 december  | Band Aid 20                 | Do They Know It's Christmas?    |
| 24 december  | Band Aid 20                 | Do They Know It's Christmas?    |
| 31 december  | Band Aid 20                 | Do They Know It's Christmas?    |